# Juan Camilo García
Juan Camilo García Soto (Bogotá, D. C.; 24 de febrero de 1997) es un futbolista colombiano. Juega como mediocampista defensivo en el Once Caldas de la Primera División de Colombia.

## Trayectoria

### Inicios
Realizó su proceso formativo en Academia F. C. entre 2006 y 2012 , pasando en 2013 a las Divisiones menores de Millonarios, equipos en donde se destacó para ser convocado a las Selecciones Bogotá  y Selecciones Colombia (sub-15 y sub-17) siendo capitán de la misma, además estuvo en la ciudad de Leeds - Inglaterra haciendo una vivencia competitiva de fútbol europeo en IAFE (enlace roto disponible en Internet Archive; véase el historial, la primera versión y la última). - International Academy of Football & Education  y la pretemporada en 2016 con el equipo Westerloo de Bélgica.
Oficialmente en torneos Difútbol tiene un registro de haber jugado 131 partidos. Con la Selección de fútbol de Bogotá 44 partidos y con las Divisiones menores de Millonarios 87 partidos, teniendo en cuenta las categorías sub-17 y sub-20.
Desde marzo de 2017 fue ascendido al equipo profesional de Millonarios por el Profesor Miguel Ángel Russo, en tanto seguía disputando el torneo federativo Sub-20 con Millonarios.  A finales de este año fue asignado por el equipo para ir a Valledupar Fútbol Club, equipo del Torneo B, con el cual estuvo durante todo el año 2018 bajo el mando del Profesor Nilton Bernal.
El 29 de noviembre de 2019 obtiene el título profesional universitario de Administrador de Empresas en la Escuela de Administración de Negocios - EAN, culminando su formación académica.  La Universidad EAN es una institución acreditada por su alta calidad educativa

### Valledupar FC
Hizo su debut con 21 años el 27 de marzo de 2018 en la derrota de su equipo por 2 a 0 frente al Deportivo Pereira por la sexta fecha de la Primera B. En dicho equipo al mando del técnico Nilton Bernal, disputó 19 partidos en 2018, siendo en 12 ocasiones titular en su posición de volante de marca, antes de su regreso a Millonarios.

### Millonarios
El volante regresa al club Millonarios a finales del mes de noviembre de 2018 para ser evaluado por el director técnico del equipo, el profesor Jorge Luis Pinto. Debuta en el Torneo de la Primera A con el club albiazul el 13 de febrero de 2019 como titular en la victoria por la mínima sobre Fortaleza CEIF por la Copa Colombia 2019 siendo escogido por la División Mayor del Futbol de Colombia - Dimayor y por la prensa, como el mejor jugador del partido y resaltado por el entrenador Pinto.
Posteriormente jugó 41 partidos con Millonarios en Liga, siendo titular en 15 ocasiones; Once partidos en Copa, siendo titular en 7 ocasiones y los dos partidos en la Florida Cup de 2021 en la que jugó como titular y fue uno de los cobradores de penalti que dio el subtítulo.

En 2020 continúa en la plantilla profesional de Millonarios, al mando del técnico Alberto Gamero quien lo hace debutar en la Categoría Primera A de Colombia el 15 de febrero de 2020 ingresando en la victoria 2 por 1 sobre Boyacá Chico por sustitución de José Guillermo Ortiz.  Durante 2020 jugó otros cinco partidos en Primera  A, en los cuales fue titular en tres frente a Junior, Patriotas y Deportivo Cali,  Se resalta su participación en los dos cotejos de Copa Suramericana en La Paz (Bolivia) contra Always Ready el 20 de febrero de 2020 y contra Deportivo Cali el 4 de noviembre de 2020.
El 30 de diciembre de 2020 se anuncia la renovación de su contrato con Millonarios por 3 años más (hasta 2023).
Durante el año 2021 se consolida en la nómina y juega en 12 de los partidos de la Liga del primer semestre incluyendo los partidos de semifinal y uno de la final, en la cual el equipo logra el subcampeonato.

### Jaguares de Córdoba
El 3 de enero de 2023 se confirma su cesión a Jaguares de Córdoba por un año con opción de compra.

## Selección nacional
Con la Selección Colombia Sub-15 jugó 7 partidos oficiales como titular desde el año 2012 en el Mundialito Tahuichi realizado en Santa Cruz de la Sierra (Bolivia), año en el que debutó en el seleccionado sub-15 que dirigía Harold Rivera Roa; posteriormente fue convocado a selecciones sub-17 e invitado a entrenamientos con la Selección Sub-20.

## Clubes
| Club                | País      | Años        |
| Formativo           | Formativo | Formativo   |
| ------------------- | --------- | ----------- |
| Academia F. C.      | Colombia  | 2006 - 2012 |
| Millonarios         | Colombia  | 2013 - 2016 |
| KVC Westerlo        | Bélgica   | 2016        |
| Profesional         |           |             |
| Millonarios         | Colombia  | 2017        |
| Valledupar F. C.    | Colombia  | 2018        |
| Millonarios         | Colombia  | 2019 - 2022 |
| Jaguares de Córdoba | Colombia  | 2023 - 2024 |
| Once Caldas         | Colombia  | 2024 - 2025 |

## Estadísticas

### Clubes
| Club                        | Div.          | Temporada     | Liga  | Liga  | Copa Nacional | Copa Nacional | Copa Internacional | Copa Internacional | Total | Total |
| Club                        | Div.          | Temporada     | Part. | Goles | Part.         | Goles         | Part.              | Goles              | Part. | Goles |
| --------------------------- | ------------- | ------------- | ----- | ----- | ------------- | ------------- | ------------------ | ------------------ | ----- | ----- |
| Valledupar F. C. · Colombia | 2.ª           | 2018          | 19    | 0     | -             | -             | -                  | -                  | 19    | 0     |
| Valledupar F. C. · Colombia | Total club    | Total club    | 19    | 0     | 0             | 0             | 0                  | 0                  | 19    | 0     |
| Millonarios · Colombia      | 1.ª           | 2019          | 0     | 0     | 4             | 0             | -                  | -                  | 4     | 0     |
| Millonarios · Colombia      | 1.ª           | 2020          | 6     | 0     | 1             | 0             | 2                  | 0                  | 9     | 0     |
| Millonarios · Colombia      | 1.ª           | 2021          | 16    | 0     | 1             | 0             | -                  | -                  | 16    | 0     |
| Millonarios · Colombia      | 1.ª           | 2022          | 19    | 0     | 5             | 0             | 0                  | 0                  | 24    | 0     |
| Millonarios · Colombia      | Total club    | Total club    | 41    | 0     | 11            | 0             | 2                  | 0                  | 54    | 0     |
| Total carrera               | Total carrera | Total carrera | 60    | 0     | 11            | 0             | 2                  | 0                  | 73    | 0     |

### Selección
| Sub-15 · Colombia                                    | 2015                          | 7 | 0 | — | — | — | — | 7 | 0 |
| Sub-15 · Colombia                                    | Total                         | 7 | 0 | 0 | 0 | 0 | 0 | 7 | 0 |
| Total selecciones de Colombia                        | Total selecciones de Colombia | 7 | 0 | 0 | 0 | 0 | 0 | 7 | 0 |
| (1) Incluye los partidos del Campeonato Sudamericano |                               |   |   |   |   |   |   |   |   |

## Palmarés

### Títulos nacionales
| Títulos       | Club        | País     | Año  |
| ------------- | ----------- | -------- | ---- |
| Copa Colombia | Millonarios | Colombia | 2022 |